# Fリーグ オーシャンカップ2014
Fリーグオーシャンカップ2014は、7回目のFリーグ オーシャンカップである。2014年5月22日から25日に開催された。名古屋オーシャンズが5年連続5回目の優勝を果たした。

## 大会方式
Fリーグ所属の12チームと地域リーグ2チームの計14チームによる1回戦勝ち抜き戦
※前年度Fリーグ年間チャンピオン、ホストチーム（今大会は湘南ベルマーレ）はシードされ、準々決勝からの出場。
試合は40分間（前後半20分、プレーイングタイム）で行われた。規定時間終了時点で勝敗が決しない場合は、PK方式にて勝者を決定する。決勝ラウンドでは10分間（前後半5分、プレーイングタイム）の延長戦を行い、なお決しない場合はPK方式により勝者を決定した。

## 日程
- 2014年5月22日（木） - 5月25日（日）

## 会場
- 小田原アリーナ

## 参加チーム
- Fリーグ
  - エスポラーダ北海道
  - ヴォスクオーレ仙台
  - バルドラール浦安
  - フウガドールすみだ
  - 府中アスレティックFC
  - ペスカドーラ町田
  - 湘南ベルマーレ
  - アグレミーナ浜松
  - 名古屋オーシャンズ
  - シュライカー大阪
  - デウソン神戸
  - バサジィ大分

- 2013年度F地域チャンピオンズリーグ 上位2チーム
  - ファイルフォックス府中（関東フットサルリーグ所属）
  - ミキハウスフットサルクラブ（関西フットサルリーグ所属）

## 結果

### 1回戦
| No.1 2014年5月22日 | ヴォスクオーレ仙台 | 2 - 3 | ミキハウスフットサルクラブ | 小田原アリーナ |  |
| 9:30               |                    |       |                            |                |  |

| No.2 2014年5月22日 | シュライカー大阪 | 4 - 0 | デウソン神戸 | 小田原アリーナ |  |
| 11:30              |                  |       |              |                |  |

| No.3 2014年5月22日 | 府中アスレティックFC | 9 - 2 | アグレミーナ浜松 | 小田原アリーナ |  |
| 13:30              |                      |       |                  |                |  |

| No.4 2014年5月22日 | バサジィ大分 | 2 - 1 | ファイルフォックス府中 | 小田原アリーナ |  |
| 15:30              |              |       |                        |                |  |

| No.5 2014年5月22日 | ペスカドーラ町田 | 8 - 5 | バルドラール浦安 | 小田原アリーナ |  |
| 17:30              |                  |       |                  |                |  |

| No.6 2014年5月22日 | フウガドールすみだ | 3 - 0 | エスポラーダ北海道 | 小田原アリーナ |  |
| 19:30              |                    |       |                    |                |  |

### 準々決勝
| No.7 2014年5月23日 | 名古屋オーシャンズ | 8 - 6 | ミキハウスフットサルクラブ | 小田原アリーナ |  |
| 10:00              |                    |       |                            |                |  |

| No.8 2014年5月23日 | シュライカー大阪 | 6 - 3 | 府中アスレティックFC | 小田原アリーナ |  |
| 12:00              |                  |       |                      |                |  |

| No.9 2014年5月23日 | バサジィ大分 | 1 - 2 | ペスカドーラ町田 | 小田原アリーナ |  |
| 14:00              |              |       |                  |                |  |

| No.10 2014年5月23日 | フウガドールすみだ | 3 - 4 | 湘南ベルマーレ | 小田原アリーナ |  |
| 16:00               |                    |       |                |                |  |

### 準決勝
| No.11 2014年5月24日 | 名古屋オーシャンズ | 7 - 3 | シュライカー大阪 | 小田原アリーナ |  |
| 15:00               |                    |       |                  |                |  |

| No.12 2014年5月24日 | ペスカドーラ町田 | 6 - 0 | 湘南ベルマーレ | 小田原アリーナ |  |
| 17:15               |                  |       |                |                |  |

### 3位決定戦
| No.13 2014年5月25日 | 湘南ベルマーレ | 1 - 1 (4 - 5 PK戦) | シュライカー大阪 | 小田原アリーナ |  |
| 13:00               |                |                    |                  |                |  |
|                     |                | PK戦               |                  |                |  |
| {{{penalties1}}}    |                | {{{penalties2}}}   |                  |                |  |

### 決勝
| No.14 2014年5月25日 | 名古屋オーシャンズ | 4 - 3 | ペスカドーラ町田 | 小田原アリーナ |  |
| 15:30               |                    |       |                  |                |  |

| Fリーグオーシャンカップ2014 優勝 |
| -------------------------------- |
| 名古屋オーシャンズ 5年連続5回目  |